# Слава Кедр
Слава Кедр (справжнє ім’я — Маслов Вʼячеслав Михайлович, нар. 16 травня 1993, Васищеве, Харківська область, Україна) — український актор, гуморист, волонтер, фронтмен панк-гурту «Проклятий Х*й» та співзасновник творчого об’єднання 4:21 Kharkiv Crew. Переможець Ліги Сміху у складі театру абсурду «Воробушек». Відомий волонтерською діяльністю і численними творчими ініціативами під час повномасштабної війни.

## Біографія
До повномасштабної війни Слава Кедр жив і працював у Харкові, був актором та автором Інародного театру абсурду «Воробушек». Театр перемагав у «Лізі Сміху», зокрема у зимовому кубку 2020 та сезоні 2021.

## Волонтерська діяльність
З перших місяців повномасштабного вторгнення Кедр розпочав волонтерську діяльність: організовував закупівлі продуктів, амуніції, засобів для цивільних та військових, особливо для Харкова та прифронтових міст. Відомий своїми креативними відеозборами та костюмами з секонд-хенду, які використовує як елемент «волонтерської естетики».
Лише за 22 години він зібрав 350 000 гривень на дрон для ЗСУ. Загалом завдяки його ініціативам зібрано понад 7 млн гривень для військових та мешканців Харківщини й Донеччини.

## Музична діяльність
У 2023 році Слава Кедр став фронтменом панк-гурту «Проклятий Х*й», створеного в Дніпрі разом з харків’янами. Гурт випустив дебютний однойменний альбом, до якого увійшли десять треків, включаючи кавер на «911» гурту «Океан Ельзи».

## Участь у Badstreet Boys
У 2024 році Кедр долучився до гумористичного проєкту «Badstreet Boys», створеного разом з Антоном Тимошенком, Василем Байдаком, Олегом Свищем та Володимиром Дантесом. Гурт переспівав пісню «…Baby One More Time» Брітні Спірс, щоб зібрати 3 мільйони гривень на дрони Magura V5 для ГУР.
Проєкт вирізняється креативним підходом до збору коштів: кожен кліп — це дотепне відео з пародією на популярну пісню, розраховане на вірусне поширення в соцмережах. Слава Кедр бере участь у режисурі, створенні сценаріїв та виконує ролі у кліпах проєкту. 

## Цитати
- «Панк нот дед? Ну не знаю, особисто я думаю, що він мертвий. Але якщо дуже захотіти, то його можна дістати з того світу і трохи повеселитися»[4].
- «Я просто чолов’яга з минулого. Ну який це фешн?»[3].